# Edmonton—Sherwood Park

Carte de la circonscription d'Edmonton - Sherwood Park.

Edmonton—Sherwood Park était une circonscription électorale fédérale canadienne de l'Alberta.

## Circonscription fédérale
La circonscription se situait au centre de l'Alberta et représentait le nord-est d'Edmonton, le Comté de Strathcona et la ville de Fort Saskatchewan. 
Les circonscriptions limitrophes étaient Edmonton-Est, Edmonton—St. Albert, Edmonton—Strathcona, Vegreville—Wainwright et Westlock—St. Paul. 
Elle possédait une population de 118 073 personnes, dont 88 363 électeurs, sur une superficie de 303 km². 

### Résultats électoraux
|       | Candidat         | Parti        | # de voix | % des voix |
|       | (x) Tim Uppal    | Conservateur | +24 623,  | 44,66 %    |
|       | Rick Szostak     | Libéral      | +04 131,  | 7,49 %     |
|       | Mike Scott       | NPD          | +07 971,  | 14,46 %    |
|       | Chris Vallee     | Vert         | +01 926,  | 3,49 %     |
|       | Paul St. Laurent | Western      | +00222,   | 0,4 %      |
|       | James Ford       | Indépendant  | +16 263,  | 29,5 %     |
| Total | Total            | Total        | 55 136    | 100 %      |

|       | Candidat      | Parti        | # de voix | % des voix |
|       | Tim Uppal     | Conservateur | +17 628,  | 35,84 %    |
|       | Rick Szostak  | Libéral      | +05 575,  | 11,34 %    |
|       | Brian LaBelle | NPD          | +06 339,  | 12,89 %    |
|       | Nina Erfani   | Vert         | +03 678,  | 7,48 %     |
|       | James Ford    | Indépendant  | +15 960,  | 32,45 %    |
| Total | Total         | Total        | 49 180    | 100 %      |

### Historique
La circonscription d'Edmonton—Sherwood Park a été créée en 2003 à partir des circonscriptions d'Elk Island, Edmonton-Centre-Est et d'une petite partie de Edmonton-Nord. Abolie lors du redécoupage de 2012, elle fut redistribuée parmi Sherwood Park—Fort Saskatchewan et Edmonton Manning.
1. 2004-2008 — Ken Epp, PCC (1993-2008)
2. 2008-2015 — Tim Uppal, PCC

- PCC = Parti conservateur du Canada

1. ↑  Élections Canada.